# Mörschwil
Mörschwil je obec na východě Švýcarska v kantonu St. Gallen. Žije zde přibližně 3 600 obyvatel.

## Geografie
Obec se vyznačuje velkým počtem volně propojených vesnic s malým centrem. Území obce bezprostředně sousedí s východním koncem města St. Gallen a zasahuje směrem k Bodamskému jezeru. Oblast je z obou stran ohraničena řekami Goldach a Steinach. Sousedními obcemi jsou Berg, Steinach, Tübach, Goldach, Untereggen, St. Gallen a Wittenbach.

## Historie

Letecký pohled (1923)

Vesnice, poprvé zmiňovaná v roce 811 jako Maurini vilare, se nachází severovýchodně od města St. Gallen a je jedním z jeho předměstí. Většina pozemků pozdější obce byla v 9. století darována klášteru v St. Gallenu, který také v roce 1468 získal svobodný dvůr Mörschwil a učinil celý Mörschwil dvorem v panství Rorschach. Goldach se od Mörschwilu oddělil v roce 1826.
Po stránce církevní příslušnosti byl Mörschwil závislý na Arbonu, od něhož se v letech 1633/49 (přes jeho odpor) odtrhl a církevní samostatnost potvrdil stavbou dnešního barokního farního kostela v letech 1699–1704. Statky Horchental a Hub patřily do roku 1678 pod farnost Steinach, statky Stag, Engwil a Lehn patřily do roku 1822 pod farnost St. Fiden. V polovině 19. století se v obci na základě zákona o boji proti bezdomovectví naturalizovaly jenišské rodiny.

## Obyvatelstvo

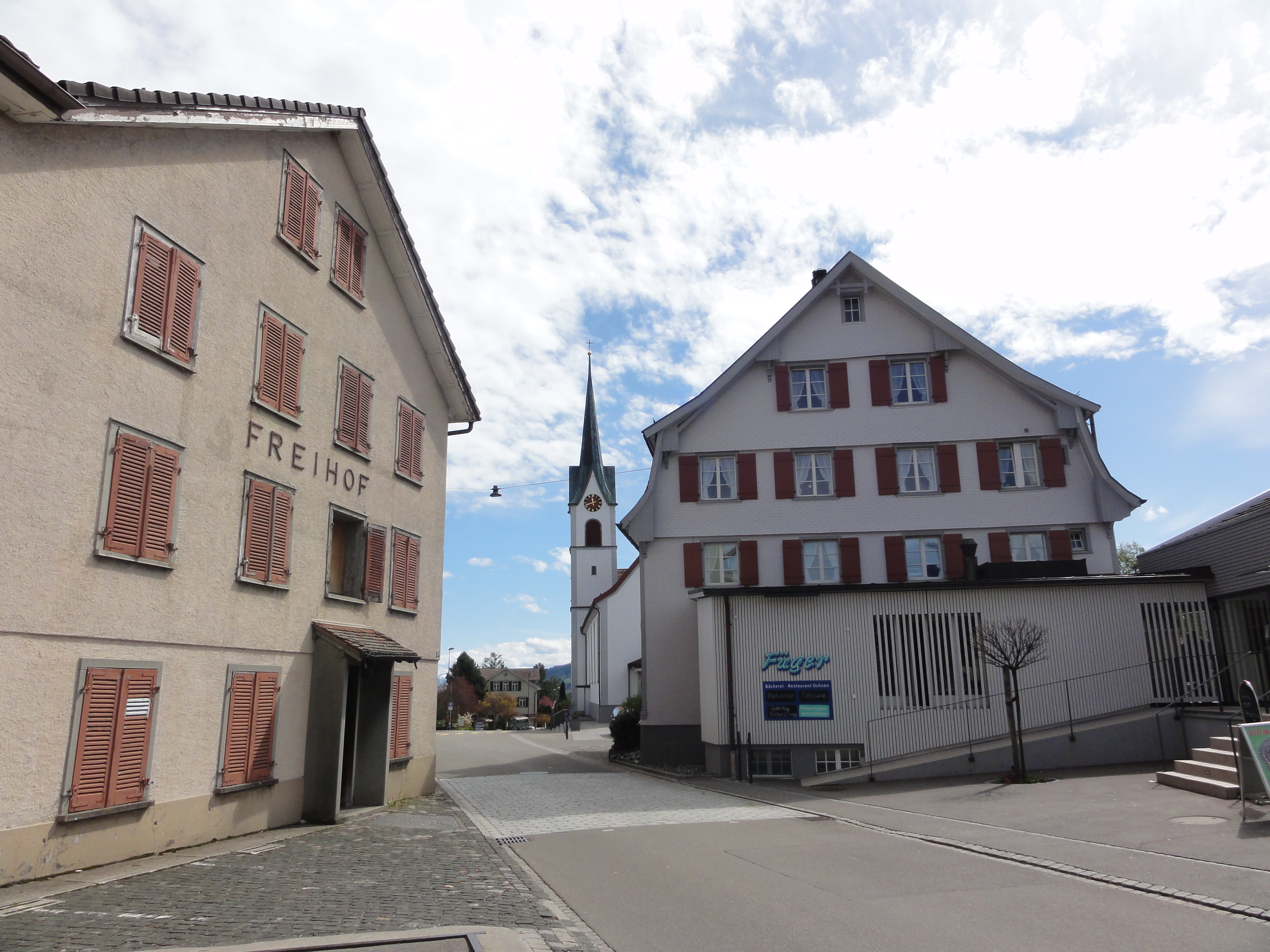
Centrum obce s katolickým kostelem

| Vývoj počtu obyvatel | Vývoj počtu obyvatel | Vývoj počtu obyvatel | Vývoj počtu obyvatel | Vývoj počtu obyvatel | Vývoj počtu obyvatel | Vývoj počtu obyvatel | Vývoj počtu obyvatel | Vývoj počtu obyvatel | Vývoj počtu obyvatel | Vývoj počtu obyvatel |
| -------------------- | -------------------- | -------------------- | -------------------- | -------------------- | -------------------- | -------------------- | -------------------- | -------------------- | -------------------- | -------------------- |
| Rok                  | 1809                 | 1850                 | 1900                 | 1950                 | 2000                 | 2005                 | 2010                 | 2015                 | 2019                 |                      |
| Počet obyvatel       | 1324                 | 1249                 | 1584                 | 1649                 | 3116                 | 3400                 | 3508                 | 3561                 | 3658                 |                      |

## Hospodářství
Obyvatelé Mörschwilu se živili zemědělstvím (včetně ovocnářství), řemesly a povoznictvím. V 19. a 20. století se sporadicky těžilo břidlicové uhlí (poprvé doloženo 1827, naposledy 1940–1946) a až do poloviny 20. století se provozovalo ruční vyšívání. Roku 1903 založena spořitelna Raiffeisenkasse. Od roku 1854 až do první světové války byly v Untere Waid lázně s mezinárodní klientelou a od roku 1924 gymnázium. Díky pozemkové politice obce byl od roku 1945 růst kontinuální a struktura hospodářství zůstala zachována.

## Doprava

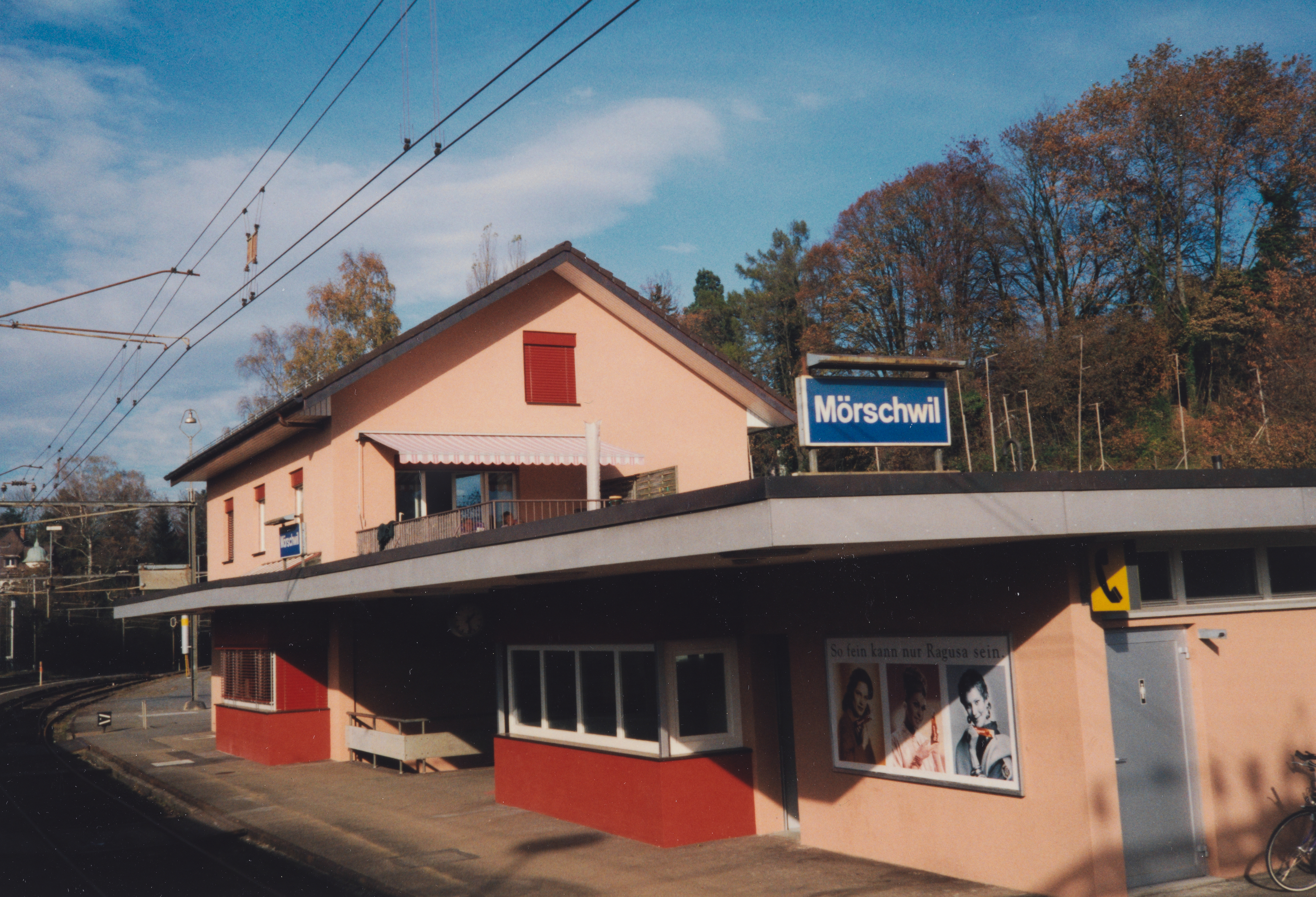
Železniční stanice

V obci Mörschwil se nachází dálniční křižovatka Meggenhus (na dálnici A1 / A1.1) a Cholegrueben, kde se dříve těžilo uhlí. V roce 1992 byla obec napojena na autobusovou síť města St. Gallen a stala se dobře dostupnou obcí. Centrum obce a některé čtvrti byly do prosince 2018 obsluhovány autobusovou linkou 11 městské hromadné dopravy v St. Gallenu.
V roce 1856 dostala obec železniční stanici, nacházející se na hlavní trati Rorschach–St. Gallen. Každou půlhodinu sem jezdí vlak směrem na St. Gallen a Rorschach.